# Druivenkoers 1999
La Druivenkoers 1999, trentanovesima edizione della corsa, si svolse il 25 agosto 1999 su un percorso di 193 km, con partenza e arrivo a Overijse. Fu vinta dal russo Sergej Ivanov della TVM-Farm Frites davanti al belga Christophe Detilloux e all'olandese Barry Hoedemakers.

## Ordine d'arrivo (Top 10)
| Pos. | Corridore            | Squadra                | Tempo    |
| ---- | -------------------- | ---------------------- | -------- |
| 1    | Sergej Ivanov        | TVM-Farm Frites        | 4h44'33" |
| 2    | Christophe Detilloux | Lotto-Mobistar         | s.t.     |
| 3    | Barry Hoedemakers    | Spar-RDM               | s.t.     |
| 4    | Jan Boven            | Rabobank               | s.t.     |
| 5    | Michel Vanhaecke     | Tonissteiner-Colnago   | s.t.     |
| 6    | Pieter Vries         | TVM-Farm Frites        | s.t.     |
| 7    | Marc Patry           |                        | s.t.     |
| 8    | Paul Van Hyfte       | Lotto-Mobistar         | s.t.     |
| 9    | Kurt Van Landeghem   |                        | s.t.     |
| 10   | Mikael Holst Kyneb   | Team Home-Jack & Jones | a 2'18"  |